# Ліпова (Свентокшиське воєводство)
Ліпова (пол. Lipowa) — село в Польщі, у гміні Опатув Опатовського повіту Свентокшиського воєводства.
Населення — 269 осіб (2011).
У 1975-1998 роках село належало до Тарнобжезького воєводства.

## Демографія
Демографічна структура на день 31 березня 2011 року:
|          | Загалом | Допрацездатний вік | Працездатний вік | Постпрацездатний вік |
| -------- | ------- | ------------------ | ---------------- | -------------------- |
| Чоловіки | 130     | 38                 | 78               | 14                   |
| Жінки    | 139     | 21                 | 77               | 41                   |
| Разом    | 269     | 59                 | 155              | 55                   |